# Église Saint-Martin de Sartrouville
 (décembre 2010).
Si vous disposez d'ouvrages ou d'articles de référence ou si vous connaissez des sites web de qualité traitant du thème abordé ici, merci de compléter l'article en donnant les références utiles à sa vérifiabilité et en les liant à la section « Notes et références ».
Pour les articles homonymes, voir Église Saint-Martin.
L'église Saint-Martin de Sartrouville est une église paroissiale catholique située dans la commune française de Sartrouville et le département des Yvelines. Elle est dédiée à l'évêque Martin de Tours, En 2009, l'église a célébré les mille ans de son existence.

## Situation
L'église Saint-Martin est située dans le quartier du Vieux Pays de Sartrouville, sur une butte dominant la ville et la vallée de la Seine, place du Champ de Mars, au carrefour formé par la rue Jean-Mermoz, le boulevard de Bezons et la route de Cormeilles.

## Histoire
Construite en 1009, vraisemblablement sous l'impulsion de Robert II Le Pieux qui fait don d'une vingtaine de maisons au monastère voisin d'Argenteuil, l'église Saint-Martin de Sartrouville possède une flèche en pierre qui date du Moyen Âge. Le clocher qui surmonte le transept a été reconstruit en 1369, après sa destruction par le dauphin, futur Charles V de France, pendant la guerre de Cent Ans, durant laquelle de nombreux clochers d'Île-de-France avaient été détruits afin d'éviter de servir de points de repère aux troupes anglaises. En 1865, à l'emplacement du vieux cimetière qui entourait l'église, est édifié le presbytère qui sera transformé en musée des Traditions et Métiers sartrouvillois en 1989[réf. nécessaire].
L'église fait l’objet d’une inscription au titre des monuments historiques depuis le 6 juin 1933.
Elle possède l'unique clocher octogonal en pierre d’Ile-de-France.
En 2022, elle entame un cycle de rénovation d'un coût de 3,5M €.

## Description

### La Charité de saint Martin
Classée monument historique en 1965, la Charité de saint Martin est une statue datée du XVIe siècle en bois polychrome représentant saint Martin à cheval. La monture tourne la tête en direction du pauvre, pour qui saint Martin coupe son manteau. Des statues semblables sont dispersées dans les églises d'Île-de-France. Le thème est fréquemment traité, que cela soit sous forme de sculpture, de vitrail ou de fresque[réf. nécessaire].

### Le Baptême du Christ
L'église Saint-Martin est éclairée par un ensemble de vitraux disposés de part et d'autre de la nef. À gauche en partant de la porte centrale se succèdent les vitraux suivants, qui dans leur ensemble datent de 1868 : à côté des fonts baptismaux, Le Baptême du Christ par saint Jean-Baptiste, offert par Jean-Baptiste Lefevre, et le vitrail Sainte Thérèse d'Avila, offert par M. Mallard, membre d'une vieille famille sartrouvilloise. D'autres vitraux éclairent le chœur, notamment saint Martin partageant son manteau avec un pauvre et saint Vincent, le patron des vignerons. Ils présentent une unité d'exécution qui semble indiquer un même maître verrier : Mena, probablement.

### Plaque votive du bienheureux Duval
Située à proximité du bas-côté sud et du chœur de l'église Saint-Martin, cette plaque votive est érigée en l'honneur du «bienheureux Claude Duval, martyrisé le 3 septembre 1792 ». Cet ancien vicaire de Sartrouville trouve la mort durant les massacres de Septembre, journées pendant lesquelles de nombreux prêtres sont tués. La situation religieuse pendant la Révolution à Sartrouville est complexe. Le prêtre de Sartrouville, le curé Finet, commence, lui, par prêter serment à la Constitution en janvier 1791, puis se rétracte en mai afin de rester en conformité avec les principes de sa foi.

### Christ
La statue en bois polychrome, qui se situe dans le bras nord du transept, représente le Christ lié de cordes pendant la Passion. Classée Monument historique en 1969.

## Vignes
Devant l'église Saint-Martin, sont encore cultivées les dernières vignes de Sartrouville. Gamay noir, meunier, morillon, etc, sont les principaux cépages qui composaient encore les vignes du XIXe siècle à Sartrouville. Correspondant à ce passé vinicole, détruites par le phylloxera en 1902 et soumises à la concurrence des autres régions de France, elles ne seront pas replantées, à l'exception de ces quelques plants conservés devant cet édifice religieux, par tradition. En 2021, dans le cadre de la politique municipale pour favoriser la présence de la nature en ville, une partie des pieds de vigne vieillissants sont renouvelés et la surface plantée s'agrandit un peu, passant de 5 200 m2 à 7 000 m2.

## Offices religieux
La messe dominicale a lieu à 9h45.